# Elpidia Carrillo
Elpidia Carrillo (Parácuaro, 16 agosto 1961) è un'attrice messicana.

## Filmografia parziale

### Cinema
- Frontiera (The Border), regia di Tony Richardson (1982)
- Il console onorario (The Honorary Consul), regia di John Mackenzie (1983)
- Salvador, regia di Oliver Stone (1986)
- Predator, regia di John McTiernan (1987)
- Predator 2, regia di Stephen Hopkins (1990) – cameo
- Mi familia (My Family), regia di Gregory Nava (1995)
- De tripas, corazón, cortometraggio di Antonio Urrutia (1996)
- Il coraggioso (The Brave), regia di Johnny Depp (1997)
- La otra conquista, regia di Salvador Carrasco (1999)
- Bread and Roses, regia di Ken Loach (2000)
- 9 vite da donna (Nine Lives), regia di Rodrigo García (2005)
- Sette anime (Seven Pounds), regia di Gabriele Muccino (2008)
- The Tax Collector - Sangue chiama sangue (The Tax Collector), regia di David Ayer (2020)
- Songbird, regia di Adam Mason (2020)
- Blue Beetle, regia di Ángel Manuel Soto (2023)

### Televisione
- Cristoforo Colombo (Christopher Columbus), regia di Alberto Lattuada – miniserie TV (1985)
- Miami Vice – serie TV, episodio 5x10 (1989)
- Law & Order - Unità vittime speciali (Law & Order: Special Victims Unit) – serie TV, episodio 3x12 (2002)
- Cabinet of Curiosities – serie TV, episodio 1x01 (2022)
- Magnum P.I. – serie TV, episodio 4x19 (2022)

## Riconoscimenti
- ALMA Award
  - 2002 – Miglior attrice cinematografica non protagonista per Bread and Roses
  - 2006 – Miglior attrice cinematografica non protagonista per 9 vite da donna
- Festival del film Locarno
  - 2005 – Leopardo di bronzo per la miglior attrice per 9 vite da donna
- Gotham Independent Film Awards
  - 2005 – Candidatura per la miglior performance dell'intero cast per 9 vite da donna
- Independent Spirit Awards
  - 1987 – Candidatura per la miglior attrice protagonista per Salvador
- Nosotros Golden Eagle Awards
  - 2005 – Miglior attrice cinematografica

## Doppiatrici italiane
Nelle versioni in italiano delle opere in cui ha recitato, Elpidia Carrillo è stata doppiata da:
- Doriana Chierici in Predator, The Mentalist, Sette anime, Songbird
- Emanuela Rossi in Il console onorario
- Paola Giannetti in Bread and Roses
- Alessandra Cassioli in 9 vite da donna
- Mirta Pepe in Mayans M.C. (st. 3)
- Alessandra Korompay in Magnum P.I.
- Tiziana Avarista in Blue Beetle